# Kolarstwo na Igrzyskach Afrykańskich 2019
Kolarstwo na Igrzyskach Afrykańskich 2019 odbywało się w dniach 21–29 sierpnia 2019 roku w Circuit de Benslimane położonym w Bin Sulajman.

## Podsumowanie

### Klasyfikacja medalowa
| Klasyfikacja medalowa | Klasyfikacja medalowa | Klasyfikacja medalowa | Klasyfikacja medalowa | Klasyfikacja medalowa | Klasyfikacja medalowa |
| Miejsce               | Państwo               | Złoto                 | Srebro                | Brąz                  | Razem                 |
| --------------------- | --------------------- | --------------------- | --------------------- | --------------------- | --------------------- |
| 1                     | Południowa Afryka     | 6                     | 3                     | 0                     | 9                     |
| 2                     | Namibia               | 2                     | 1                     | 3                     | 6                     |
| 3                     | Mauretania            | 1                     | 4                     | 1                     | 6                     |
| 4                     | Algieria              | 1                     | 0                     | 1                     | 2                     |
| 5                     | Erytrea               | 0                     | 2                     | 0                     | 2                     |
| 6                     | Rwanda                | 0                     | 0                     | 2                     | 2                     |
| 7                     | Etiopia               | 0                     | 0                     | 1                     | 1                     |
| =                     | Kenia                 | 0                     | 0                     | 1                     | 1                     |
| =                     | Maroko                | 0                     | 0                     | 1                     | 1                     |
| =                     | Tunezja               | 0                     | 0                     | 1                     | 1                     |
| Razem                 | Razem                 | 10                    | 10                    | 11                    | 31                    |

### Medaliści
| Konkurencja                  | 1. miejsce         | 2. miejsce        | 3. miejsce                                |           |
| Mężczyźni                    | Mężczyźni          | Mężczyźni         | Mężczyźni                                 | Mężczyźni |
| ---------------------------- | ------------------ | ----------------- | ----------------------------------------- | --------- |
| Wyścig ze startu wspólnego   | Youcef Reguigui    | Ryan Gibbons      | Nassim Saidi                              |           |
| Jazda indywidualna na czas   | Ryan Gibbons       | Kent Warwick Main | Moise Mugisha                             |           |
| Jazda drużynowa na czas      | Południowa Afryka  | Erytrea           | Rwanda                                    |           |
| Cross-country Olympic (XCO)  | Tristan De Lange   | Alexander Miller  | Maher Habouria                            |           |
| Cross-country Marathon (XCM) | Tristan De Lange   | Yannick Lincoln   | Alexander Miller                          |           |
| Kobiety                      |                    |                   |                                           |           |
| Wyścig ze startu wspólnego   | Maroesjka Matthee  | Aurelie Halbwachs | Vera Adrian                               |           |
| Jazda indywidualna na czas   | Ashleigh Moolman   | Zanri Rossouw     | Vera Adrian                               |           |
| Jazda drużynowa na czas      | Południowa Afryka  | Erytrea           | Etiopia                                   |           |
| Cross-country Olympic (XCO)  | Tiffany Keep       | Aurelie Halbwachs | Kimberley Le Court                        |           |
| Cross-country Marathon (XCM) | Kimberley Le Court | Aurelie Halbwachs | Nancy Akinyi Debe Fatima Zahraa El Hayani |           |